# 華億傳媒集團
華亿傳媒集團（英語：Joy Media Group）成立於2011年，主要致力於影視製作、影視發行及廣告公關等領域。於台北、上海及北京均設有辦公室。

## 公司簡介
集團董事長為蘇聰儒，旗下公司包括「得藝國際媒體股份有限公司」、「華億國際整合傳播股份有限公司」、「響響影業股份有限公司」、「蝶億廣告公司」，透過電視，電影，音樂，舞台劇等方式，在娛樂市場裡發揮文創價值。

## 業務內容
在業務方面，以電影製作、電影發行、廣告公關、IP授權為主要發展方向。

| - 共犯 - 逆轉勝 - 殺戮行動 - 即刻獵殺 - 愛的麵包魂 - 五月天追夢3DNA - 破曉開戰 - 特種菁英 - 性福拉警報 - 陌路姊妹淘 - 叛獄風雲 - 忠犬小八 - 練戀舞 - 畫皮 (2008年電影) - 女人至上 - 撕裂記憶體 - 交錯效應 - 達賴喇嘛十問 - 老媽愛死你 - 變眼 - 電影夢工廠 - 美好的瞬間 - 謝謝再聯絡 - 深夜加油站遇見蘇格拉底 - 蟲師 - 伊媚兒新娘 | - 共犯 - 逆轉勝 - 愛的麵包魂 - 五月天追夢3DNA - 格鬥天王 - 練戀舞 - 女人上 - 撕裂記憶體 - 老媽愛死你 - 牛頭人 - 打星自白 - 伊媚兒新娘 | 代理大宇資訊的IP影視授權，包括舞台劇、電影及連續劇的影視規劃。 - 仙劍奇俠傳 - 軒轅劍 - 大富翁 - 明星志願 |

## 外部連結
官方網站